# Olympische Jugend-Sommerspiele 2014/Teilnehmer (Liberia)
| Gelbes Symbol für Goldmedaillen mit stilisierten Olympischen Ringen | Graues Symbol für Silbermedaillen mit stilisierten Olympischen Ringen | Braundes Symbol für Bronzemedaillen mit stilisierten Olympischen Ringen |
| ------------------------------------------------------------------- | --------------------------------------------------------------------- | ----------------------------------------------------------------------- |
| —                                                                   | —                                                                     | —                                                                       |

Die liberianische Jugend-Olympiamannschaft für die II. Olympischen Jugend-Sommerspiele vom 16. bis 28. August 2014 in Nanjing (Volksrepublik China) bestand aus zwei Athleten. Auf Druck der chinesischen Veranstalter wegen der Ebolafieber-Epidemie 2014 bis 2016 in Westafrika nahm das Land schlussendlich nicht an den Spielen teil.

## Athleten nach Sportarten

### Leichtathletik
Mädchen
- Tracy Chayee
400 m Hürden

### Schwimmen
Jungen
- Momodu Sombai
50 m Freistil